# The Magic Door
The Magic Door (A Porta Mágica) é um filme britânico dirigido por Paul Mathews.
Com Big Mick como Raglin, Jenny Agutter como Sally, Patsy Kentsy como Liam, Anthony Head como o Pai John, Mathew Twinning como o Elfo Flip, Emma Ford como a Bruxa negra, Liam Matheus como a Rainha Fada, Alix mathews como a esposa Susan.

## Sinopse
Os irmãos trolls causam destruição e caos, e lutam contra as criaturas mágicas a luta dura até manhã e eles se petrificam sobra Raglin, que é muito pequeno e sem muita pele pra petrificar, A Fada Princesa acaba por condenar Raglin para ficar no nosso mundo, assim sem voltar para TrollCity.         A cada cem anos,o troll procura pela porta mágica que o levará de volta para sua casa. A bruxa negra finge ser a princesa para impedi-lo, mas desta vez, a criança  Sally o descobre, depois de convencer seu irmão Liam, mas não obter sucesso com seu pai George e madrasta Susan, os irmãos vão ao troll e lhe oferecem um frango (os trolls comem qualquer carne) ele narra sua história, como o pai os castiga severamente por terem ficado até tarde e roubado o frango.
No meio da noite eles fogem,  A bruxa negra finge ser a princesa para impedi-lo, e tem ajuda do elfo Flip que não sabe nada sobre a bruxa e espiona Raglin sob as ordens da bruxa.
O pai das crianças vai a procura delas.
Flip vê a bruxa se transformando em princesa e a princesa num feitiço de Blox comedor e sugador de energia, logo após os irmãos verem o elfo lhes seguindo resolvem uma armadilha. Flip informa a bruxa ainda disfarçada e comenta sem querer "Mas a princesa não ia" a bruxa vê que ele o seguiu e continua a convencê-lo para trabalhar pra ela, Raglin deixa penas brilhantes no chão para Flip fazer flechas encantadas, Filp é preso mas não conta porque estava seguindo o troll, depois de enganar Liam e Sally dizendo que vinha ver se Raglin era justo agora, levou eles á bruxa negra disfarçada Sally que passou mais tempo com Raglin ficou cheia de magia e descobriu a farsa e foge com Liam, Os pais que vieram procurar os irmãos durante dois dias (até pensando sobre o troll que Sally disse.) vêem Raglin e o agarram, mas a Bruxa os vê e mantêm reféns Ragiln foge e acha a porta, Flip libera a Princesa Fada e as crianças  contarão com a ajuda do elfo Flip tentam chamar Raglin mas ele quer ir para casa.   Liam pega um espelho quando a bruxa ia matar os pais e atira a ela, porém ela volta, Raglin a transforma em leão, cabra, gato e rato mudo, assim ela não pode voltar a ser bruxa, Raglin decide ficar mais sempre com a porta mágica aberta, Flip vira duque o que já era, Sally e Liam voltam pra casa e viram duques, a última cena a bruxa sai do pote de vidro, e Filp rosna antes de pular.